# Balón de Oro 1965

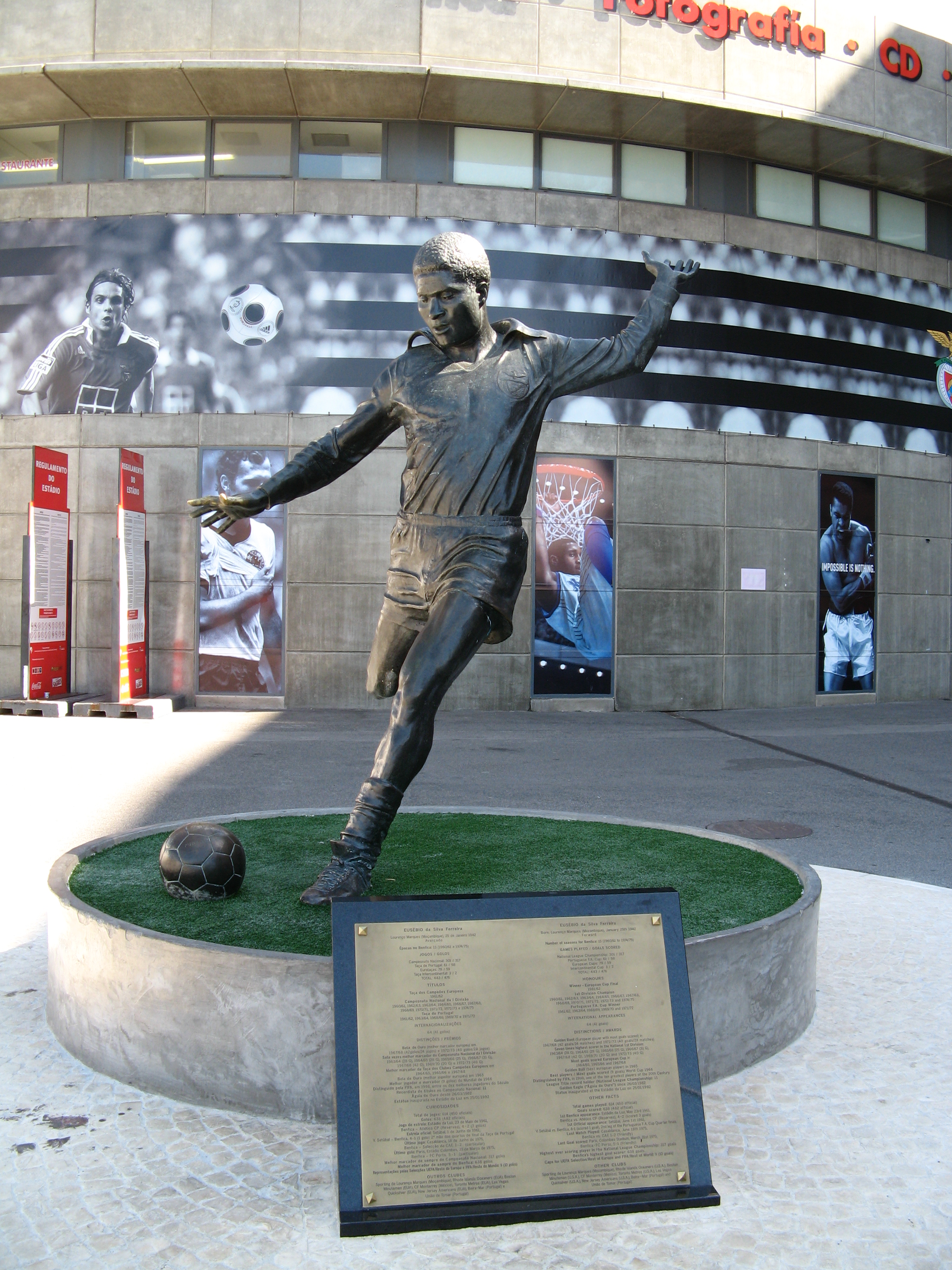
Estatua de Eusébio frente al "Estádio da Luz"

La edición de 1965 del Balón de Oro, 10.ª edición del premio de fútbol creado por la revista francesa France Football, fue ganada por el portugués Eusébio (Benfica).
El jurado estuvo compuesto por 21 periodistas especializados, de cada una de las siguientes asociaciones miembros de la UEFA: Alemania Occidental, Austria, Bélgica, Bulgaria, Checoslovaquia, Dinamarca, España, Francia, Grecia, Hungría, Inglaterra, Luxemburgo, Italia, Países Bajos, Polonia, Portugal, Suecia, Suiza, Turquía, Unión Soviética y Yugoslavia.
El resultado de la votación fue publicado en el número 1033 de France Football, el 28 de diciembre de 1965.

## Sistema de votación
Cada uno de los miembros del jurado elige a los que a su juicio son los cinco mejores futbolistas europeos. El jugador elegido en primer lugar recibe cinco puntos, el elegido en segundo lugar cuatro puntos y así sucesivamente.
De esta forma, se repartieron 315 puntos, siendo 105 el máximo número de puntos que podía obtener cada jugador (en caso de que los 21 miembros del jurado le asignaran cinco puntos).

## Clasificación final
| Puesto | Jugador                 | Equipo                       | Votos | Votos | Votos | Votos | Votos | Votos | Puntos |
| Puesto | Jugador                 | Equipo                       | 1º    | 2º    | 3º    | 4º    | 5º    | Total | Puntos |
| ------ | ----------------------- | ---------------------------- | ----- | ----- | ----- | ----- | ----- | ----- | ------ |
| 1º     | Eusébio                 | Benfica                      | 9     | 3     | 3     |       | 1     | 16    | 67     |
| 2º     | Giacinto Facchetti      | Inter de Milán               | 3     | 8     | 4     |       |       | 15    | 59     |
| 3º     | Luis Suárez             | Inter de Milán               | 4     | 3     | 3     | 2     |       | 12    | 45     |
| 4º     | Paul Van Himst          | RSC Anderlecht               |       | 2     | 3     | 4     |       | 9     | 25     |
| 5º     | Bobby Charlton          | Manchester United            | 1     | 1     | 2     | 2     |       | 6     | 19     |
| 6º     | Flórián Albert          | Ferencváros                  |       | 1     | 1     | 2     | 3     | 7     | 14     |
| 7º     | Gianni Rivera           | Milan                        | 1     |       |       | 2     | 1     | 4     | 10     |
| 8º     | Georgi Asparuhov        | Levski Sofía                 | 1     | 1     |       |       |       | 2     | 9      |
|        | Alessandro Mazzola      | Inter de Milán               | 1     |       | 1     |       | 1     | 3     | 9      |
|        | Valery Voronin          | Torpedo Moscú                |       | 1     |       | 1     | 3     | 5     | 9      |
| 11º    | Denis Law               | Manchester United            |       | 1     | 1     |       | 1     | 3     | 8      |
| 12º    | Karl-Heinz Schnellinger | Roma / Milan                 |       |       | 2     |       |       | 2     | 6      |
| 13º    | Ferenc Puskás           | Real Madrid                  | 1     |       |       |       |       | 1     | 5      |
|        | Jim Baxter              | Glasgow Rangers / Sunderland |       |       | 1     |       | 2     | 3     | 5      |
| 15º    | Mario Corso             | Inter de Milán               |       |       |       | 1     | 1     | 2     | 3      |
|        | Lev Yashin              | Dinamo Moscú                 |       |       |       | 1     | 1     | 2     | 3      |
| 17º    | Amancio                 | Real Madrid                  |       |       |       | 1     |       | 1     | 2      |
|        | Franz Beckenbauer       | Bayern Munich                |       |       |       | 1     |       | 1     | 2      |
|        | Mário Coluna            | Benfica                      |       |       |       | 1     |       | 1     | 2      |
|        | Milan Galić             | Partizán de Belgrado         |       |       |       | 1     |       | 1     | 2      |
|        | Philippe Gondet         | Nantes                       |       |       |       | 1     |       | 1     | 2      |
|        | Andrej Kvašňák          | Sparta Praga                 |       |       |       | 1     |       | 1     | 2      |
|        | Ferenc Bene             | Újpest Dózsa                 |       |       |       |       | 2     | 2     | 2      |
|        | Slava Metreveli         | Dinamo Tbilisi               |       |       |       |       | 2     | 2     | 2      |
| 25º    | Ivor Allchurch          | Cardiff City                 |       |       |       |       | 1     | 1     | 1      |
|        | Siegfried Held          | Borussia Dortmund            |       |       |       |       | 1     | 1     | 1      |
|        | Jakob Kuhn              | Zurich                       |       |       |       |       | 1     | 1     | 1      |

## Curiosidades
- Eusébio se convierte en el primer portugués en ganar el Balón de Oro.
- Primera de las 12 veces consecutivas que aparece Franz Beckenbauer en la clasificación final del Balón de Oro, récord igualado únicamente por Johan Cruyff.